# Plešivec
Plešivec és un poble i municipi d'Eslovàquia. Es troba a la regió de Košice, a l'est del país.

## Història
La primera referència escrita de la vila data del 1243.

## Demografia
| Godina             | 1994 | 2004   | 2014   | 2024   |
| ------------------ | ---- | ------ | ------ | ------ |
| Nombre de persones | 2373 | 2417   | 2313   | 2160   |
| Diferència         |      | +1,85% | −4,30% | −6,61% |

| Godina             | 2023 | 2024   |
| ------------------ | ---- | ------ |
| Nombre de persones | 2178 | 2160   |
| Diferència         |      | −0,82% |